# Girl (Destiny's Child)
Girl è un singolo del girl group statunitense Destiny's Child, pubblicato il 15 maggio 2005, estratto dall'album quarto album Destiny Fulfilled.

## Descrizione
Il brano scritto da Beyoncé Knowles, Kelly Rowland, Michelle Williams, Rodney Jerkins, Ric Rude, Angela Beyince, Sean Garrett, e Patrick Douthit. 9th Wonder ha preso parte alla produzione assieme a Rowland e Knowles grazie all'intervento di Jay-Z, il quale ha presentato i master del brano al produttore durante la registrazione del suo album The Black Album nel 2003.

Nel giugno 2013, durante un'intervista con ,'emittente radiofonica Hot 107.9, Kelly Rowland ha rivelato che Knowless e Williams scrissero Girl come richiesta di aiuto da una relazione violenta; Rowland ha raccontato:
(Kelly Rowland)

## Accoglienza
Gilr è stato accolto perlopiù in maniera positiva da parte della critica specializzata.
Recensendo l'album per Slant Magazine, Eic Henderson ha ritenuto che si trattasse di un «brano musicalmente scorrevole» fondato sugli «arrangiamenti vocali iperbolici del gruppo». Anche Jess Harvell, scrivendo per Pitchfork, ha ritenuto che Girl appaia all'ascolto come «una passeggiata leggera su un campionamento prodotto da 9th Wonder» descrivendolo «spumeggiante».
Rispetto al messaggio del brano, Lynsey Hanley, scrivendo per il Daily Telegraph, ha descritto Girl come una scelta ovvia come «inno femminista richiesto da Beyoncé» per il suo futuro. Un recensore della rivista Billboard ha ritenuto che la «transizione personale del gruppo dall'adolescenza all'essere una donna» fosse più evidente in Girl, tra le altre canzoni dell'album.
Meno entusiasta la recensione di Dimitri Enrlich di Vibe che ha ritenuto il brano un'evidente volontà di stare sul sicuro con «formule da manuale» senza sperimentare. Kitty Empire, recensore dell'Observer, ha osservato che la solidarietà femminile, caratteristica della band, «è espressa in modo stentato in Girl».

## Video musicale
Il video di Girl è stato diretto da Bryan Barber. Jess Harvell, scrivendo per Pitchfork, ha commentato che il risultato del filmato sia paragonabile a una scena di Sex and the City. Anche il sito di recensioni italiano OndaRock ha definito Girl "Girl" «il tipico momento di pura pop culture» poiché «montato come un episodio della popolarissima serie tv Sex & The City».

## Tracce
CD-Single
1. Girl (Radio Version)
2. Got's My Own

CD-Maxi
1. Girl (Radio Version) 3:45
2. Girl (Junior Vasquez Club Dub) 8:55
3. Girl (JS Club Mix) 6:42
4. Girl (THe Freshman Remix) 3:18
5. Got's My Own 3:58

## Classifiche
| Chart (2005)                  | Peak position |
| ----------------------------- | ------------- |
| Australia                     | 5             |
| Austria                       | 56            |
| Belgio (Fiandre)              | 26            |
| Belgio (Vallonia)             | 36            |
| Canada                        | 12            |
| Danimarca                     | 13            |
| Germania                      | 22            |
| Grecia                        | 6             |
| Irlanda                       | 2             |
| Italia                        | 12            |
| Nuova Zelanda                 | 6             |
| Paesi Bassi                   | 22            |
| Regno Unito                   | 6             |
| Romania                       | 23            |
| Svezia                        | 49            |
| Svizzera                      | 26            |
| Stati Uniti                   | 23            |
| Stati Uniti (Hot R&B/Hip-Hop) | 10            |